# Гальен, Гийом
Гийом Гальен (фр. Guillaume Gallienne, род. 8 февраля 1972, Нёйи-сюр-Сен, Франция) — французский актёр, кинорежиссёр

, кинопродюсер, сценарист и либреттист

.

## Биография
Гийом Гальен родился 8 февраля 1972 года в Нёйи-сюр-Сен во Франции. Гийом третий из четырёх сыновей в семье, принадлежащей к высшим кругам парижской буржуазии. Его мать происходит из российско-грузинской аристократической семьи, отец — бизнесмен. Школьные годы провёл в английском пансионе, во Франции изучал историю. В 18-летнем возрасте поступил в престижную театральную школу «Курсы Флоран». Высшее образование получил в Высшей Национальной консерватории драматических искусств в Париже. После окончания института в 1998 году становится членом труппы одного из самых знаменитых театров мира Комеди-Франсез.
В кино дебютировал в 1992 году, появившись в небольшой роли в фильме Шарля Немеса «Доска почета». За свою карьеру снялся почти в 50-ти картинах, известные среди которых «Астерикс и Обеликс в Британии» (2012), комедия «Месье Ибрагим и цветы Корана» (2003) режиссёра Франсуа Дюпейрона, биографическая лента «Мария-Антуанетта» (2005) Софии Копполы.
В 2005 году Гальен создал либретто для балета Николя Лериша «Калигула», затем в 2011 году перенёс на сцену Большого театра «Утраченные иллюзии» Оноре де Бальзака.
В 2013 году на «Двухнедельнике режиссёров» Каннского кинофестиваля состоялась премьера комедии «Мальчики, Гийом, к столу!», в создании которой Гальен впервые выступил не только как актёр, но и как постановщик, продюсер и сценарист. Критики отметили дебютанта, наградив его премией Международной конференции игрового кино CICAE и призом Общества драматических авторов и композиторов (SACD) в категории «лучший фильм».
Гийом Гальен также частым участником различных телевизионных программ и шоу во Франции; с сентября 2009 года является ведущим передачи «Ça peut pas faire de mal» на радио France Inter, где зачитывает отрывки литературных произведений.
В ноябре 2008 году Гийом Гальен был награждён орденом «За заслуги», а в 2013 он стал офицером ордена Искусств и литературы Франции.